# Nitrosobenzeno
Nitrosobenzeno é o composto orgânico de fórmula C6H5NO, abreviado algumas vezes como PhNO (de phenyl + nitroso). O composto pode ser visto como um híbrido de oxigênio singular O2 e azobenzeno. Estas espécies diamagnéticas existem em equilíbrio com seu dímero.

## Preparação
C6H5NO foi primeiramente descrito por Adolf Baeyer em 1874, que o preparou pela reação de difenilmercúrio e brometo de nitrosila, "Bringt man eine Loesung von NOBr in Benzol in eine Loesung von Quecksilberphenyl in Benzol …":
[C6H5]2Hg  +  BrNO  →  C6H5NO  +  C6H5HgBr
A moderna síntese envolve a redução de nitrobenzeno a fenilhidroxilamina, C6H5NHOH, a qual é então oxidada por Na2Cr2O7.  C6H5NO foi também preparado por Caro via a oxidação de anilina usando ácido peroximonossulfúrico (ácido de Caro).  É usualmente purificado por destilação por vapor, onde se apresenta como um líquido verde que ao se solidificar torna-se um sólido incolor.

## Reações Características
O monômero sofre reações de Diels-Alder com dienos. Mais caracteristicamente nitrosobenzeno condensa-se com grupos metileno e amina "ativos", e.g. de ésteres malônicos. Condensação com anilina resulta em derivados de azobenzene (reação de Mills) e condensação com benzilcianida PhCH2CN a imina PhC(CN)=NPh (reação de Ehrlich-Sachs).
Redução de PhNO produz C6H5NH2.